# 愛のジハード
『愛のジハード』（あいのジハード、英： A Jihad for Love ）は、2007年に製作されたアメリカのドキュメンタリー映画。イスラム教徒・同性愛者である、パーヴェズ・シャルマ監督のデビュー作。
2008年(第17回)東京国際レズビアン&ゲイ映画祭(7月13日・18日)にて日本で初上映された。

## 概要
ムスリムの同性愛者を追ったドキュメンタリー。12ヶ国(アメリカ・イギリス・インド・イラン・イラク・エジプト・サウジアラビア・・トルコ・パキスタン・バングラデシュ・南アフリカ共和国・フランス)、9つの言語で取材されている。

## キャスト
- ムーシン
- マハ
- マルヤン

## 上映
- トロント国際映画祭(2007,9.9)
- ベルリン国際映画祭(2008,2.8)
- トリノ国際GLBT映画祭 最優秀ドキュメンタリー賞受賞作品